# Joseph De Hasque
Pour les articles homonymes, voir Hasque.
Joseph Corneille Alexandre De Hasque, né le 9 juin 1873 à Anvers et décédé le 24 janvier 1942 en Allemagne fut un homme politique belge catholique.
Il fut commerçant ; président du CA de la Gazet van Antwerpen.

## Mandats
- Conseiller communal de Anvers : 1926
- Député de l'arrondissement d'Anvers : 1932-1936
- Sénateur de l'arrondissement d'Anvers : 1936-1939

## Sources
- Bio sur ODIS